# 滨当归
滨当归（学名：Angelica hirsutiflora）是伞形科当归属的植物，是台灣的特有植物。分布在台灣本島，见于海滨地区，目前尚未由人工引种栽培。